# رنج و گنج
رنج و گنج (به انگلیسی: Pain & Gain) فیلمی کمدی-جنایی آمریکایی به کارگردانی مایکل بی و محصول سال ۲۰۱۳ است که با نگاهی طنزآمیز به موضوع جرم و جنایت می‌پردازد. این فیلم با بازی مارک والبرگ، دواین جانسون و آنتونی مکی درون مایه‌ای از آدم‌ربایی، اخاذی، شکنجه و قتل دارد. فیلم برداشت آزادی از یک سری داستان است که در سال ۱۹۹۹ در مجله عصر نوین میامی چاپ شده بود.

## خلاصه داستان
دو بدنساز اهل میامی، دنیل لوگو (مارک والبرگ) و پاول دویل (دوین جانسون) تصمیم می‌گیرند طی رخدادهایی به هم پیوسته، شامل گروگان‌گیری و باج‌گیری پولدار شوند. اما نقشه‌های آن‌ها هنگامی که کارآگاهی خصوصی به نام اد بواس (اد هریس) وارد ماجرا می‌شود، طبق برنامه پیش نمی‌رود و …

## بازیگران
- مارک والبرگ
- دواین جانسون
- آنتونی مکی
- تونی شالهوب
- اد هریس
- راب کوردری
- ربل ویلسون
- کن جیونگ
- بار پالی
- مایکل ریسپولی
- آنتونی پلنا
- امیلی راترفورد
- یولانته اسنایدر-کابائو
- لری هانکین
- پیتر استورماره
- برایان استپانک
- کرت انگل